# Manfred Romboy
Manfred Hans Günther Romboy (* 13. September 1936 in Leipzig) ist ein deutscher Kameramann, Hochschuldozent, Herausgeber und Museumsleiter aus Wesseling.

## Leben
1950 wurde Manfred Romboy in Leipzig aus der Grundschule entlassen und musste statt Fotograf lernen zu dürfen in einem sowjetischen Staatsbetrieb eine Maschinenschlosserlehre beginnen.
Nach dem Aufstand des 17. Juni wurde Romboy verhaftet und seine Aufnahmen vom 17. und 18. Juni wurden beschlagnahmt. Trotzdem gelang es ihm, im Januar 1954 beim DEFA-Studio eine Ausbildung zum Kameraassistenten zu beginnen. Vom Spielfilmstudio übernommen war er bis 1960 als 2. bzw. 1. Kameraassistent sowie 2. Kameramann tätig.
1961 floh er aus der DDR und wurde Kameramann beim WDR.
Seit 1977 als Gastdozent an der Schule für Rundfunktechnik in Nürnberg tätig, wurde er zusätzlich Lehrbeauftragter an der Kunstakademie Düsseldorf. Seit 1978 schrieb Romboy auch für Fachzeitschriften.
1983 ging er für fünf Jahre ins ARD-Studio nach Moskau. Ab 1988 arbeitete Romboy wieder in Köln, vorwiegend als Regiekameramann für das von Marianne Koch moderierte Medizin-Magazin.
Nach seiner Pensionierung 1999 betreute und betreut er das Museum der Deutschen Filmgeschichte im Warner Movie World Filmpark Bottrop und sein Filmmuseum Romboy in Wesseling. Seit 2010 ist er als 1. Vereinsvorsitzender zugleich verantwortlicher Herausgeber von Photo Antiquaria des Clubs Daguerre.
Romboy ist Mitglied der Deutschen Gesellschaft für Photographie sowie der Fernseh- und Kinotechnischen Gesellschaft.

## Filmografie (Auswahl)
- 1969: Die große Angst – Autoren: Heiko Engelkes, Fritz Pleitgen
- 1977: Ferenc Fricsay – Autor: Ulrich Schreiber
- 1978: Schlüssel für Westafrika – Autor: Peter Bauer
- 1980: Bewältigte Vergangenheit? – Autor: Ernst Klinnert
- 1982: Ein Hauch von Abenteuer – Autor: Ernst Klinnert
- 1983: Moskau, Gorkij Straße – Autor: Lutz Lehmann
- 1984: Moskau City – Autor: Lutz Lehmann
- 1986: Kolchose Neues Leben – Autor: Peter Bauer
- 1987: Heimat in der Fremde – Autor: Peter Bauer
- 1999: Eiskalt – Coca Cola und das Dritte Reich – Autor: Hans-Otto Wiebus

## Ausstellungen (Kurator und Leihgeber)
- 1991, 1992: Kino – Heimkino – Fernsehen – WDR Publik
- 1995: 100 Jahre Film – KölnMesse (Philatelia)
- 1996–2005: Museum der Deutschen Filmgeschichte – Bottrop Warner Bros. Museumsbau
- 2006: Als Oma und Opa ins Kino gingen – Wesseling Ausstellungshalle